# Таванкутска пешчара
Таванкутска пешчара је пешчара која се налази на крајњем северу Србије и њене покрајине Војводине, уз саму границу са Мађарском. Покрива површину од око 50 km².
Пешчара се налази 8,5 km западно од Суботице, до ње се из правца града долази Бајским путем, т. ј. путем за Таванкут. Ту се налази Доњочикеријска и Таванкутска шума којима управља ЈП „Војводинашуме”.
На песку Таванкутске пешчаре леже насеља Љутово, Доња Чикерија, Доњи Таванкут, Горњи Таванкут и Скендерево. Околина је позната по гајењу воћа, а песак и сунчана клима чиниле су Таванкут важним виноградарским подручјем.

## Опис
Таванкутска пешчара је готово као пешчано острво у лесном покривачу Бачке, док се ка северу наставља као целина са великом пешчаром Баја-Кишкуншаг у Мађарској.
У свему личи и има исте климатске и еколошке одлике као оближња Суботичко-хоргошка пешчара, те су некад вероватно биле и повезане. Као потврда томе је да се на растојању између њих налази дински рељеф, мозаично са црним песком и издвојеним динама жутог, иловичастог песка, а преко границе, у правцу места Мељкут и Томпа те две пешчаре се без прекида спајају, те се не узевши у обзир државну границу могу сматрати једном целином. Ову чињеницу показује и релативно униформни биљни покривач, који је због изолације пољопривредом на сваком делу пешчаре у ствари остатак из природних епоха, чак од након последњих глацијација Леденог доба. У томе лежи јединственост сваке пешчаре, због чега је највећи део и ове, и Суботичко-хоргошке заштићено добро са статусом предела изузетних одлика (Таванкутска пешчара је раније имала статус заштићеног добра од локалног значаја).